# Espace de suites ℓp
En mathématiques, l'espace ℓp est un exemple d'espace vectoriel, constitué de suites à valeurs réelles ou complexes et qui possède, pour 1 ≤ p ≤ ∞, une structure d'espace de Banach.

## Motivation
Considérons l'espace vectoriel réel ℝn, c'est-à-dire l'espace des n-uplets de nombres réels.
La norme euclidienne d'un vecteur {\displaystyle x=(x_{1},x_{2},\dots ,x_{n})} est donnée par :
{\displaystyle \|x\|=\left(x_{1}^{2}+x_{2}^{2}+\dots +x_{n}^{2}\right)^{1/2}}.
Mais pour tout nombre réel p ≥ 1, on peut définir une autre norme sur ℝn, appelée la p-norme, en posant :
{\displaystyle \|x\|_{p}=\left(|x_{1}|^{p}+|x_{2}|^{p}+\dots +|x_{n}|^{p}\right)^{1/p}}
pour tout vecteur {\displaystyle x=(x_{1},x_{2},\dots ,x_{n})}.
Pour tout p ≥ 1, ℝn muni de la p-norme est donc un espace vectoriel normé. Comme il est de dimension finie, il est complet pour cette norme.

## Espace ℓp
La p-norme peut être étendue aux vecteurs ayant une infinité dénombrable de composantes, ce qui permet de définir l'espace ℓp (noté aussi ℓp(ℕ) car on peut définir de même ℓp(X) pour n'importe quel ensemble X fini ou infini, le cas où X a n éléments correspondant au paragraphe précédent).
Plus précisément, ℓp sera un sous-espace vectoriel de l'espace des suites infinies de nombres réels ou complexes, sur lequel la somme est définie par :
{\displaystyle (x_{0},x_{1},\dots ,x_{n},x_{n+1},\dots )+(y_{0},y_{1},\dots ,y_{n},y_{n+1},\dots )=(x_{0}+y_{0},x_{1}+y_{1},\dots ,x_{n}+y_{n},x_{n+1}+y_{n+1},\dots )}
et la multiplication par un scalaire par :
{\displaystyle \lambda (x_{0},x_{1},\dots ,x_{n},x_{n+1},\dots )=(\lambda x_{0},\lambda x_{1},\dots ,\lambda x_{n},\lambda x_{n+1},\dots ).}
On définit la p-norme d'une suite {\displaystyle x=(x_{0},x_{1},\dots ,x_{n},x_{n+1},\dots )} :
{\displaystyle \|x\|_{p}=\left(|x_{0}|^{p}+|x_{1}|^{p}+\dots +|x_{n}|^{p}+|x_{n+1}|^{p}+\dots \right)^{1/p}\in [0,+\infty ].}
La série de droite n'est pas toujours convergente : par exemple, la suite (1, 1, 1, …) a une p-norme infinie pour n'importe quel p < ∞.
L'espace ℓp est défini comme l'ensemble des suites infinies de nombres réels ou complexes dont la p-norme est finie. 
On définit aussi la « norme ∞ » comme :
{\displaystyle \|x\|_{\infty }=\sup(|x_{0}|,|x_{1}|,\dots ,|x_{n}|,|x_{n+1}|,\dots )}
et l'espace vectoriel correspondant ℓ∞ est l'espace des suites bornées.

## Propriétés
- Pour tout ensemble X, l'espace ℓ∞(X) des fonctions bornées sur X (à valeurs réelles ou complexes) est de Banach, c'est-à-dire que toute suite uniformément de Cauchy de fonctions bornées sur X converge uniformément (vers une fonction bornée). De même, pour 1 ≤ p ≤ ∞, ℓp(ℕ) est de Banach. (Ce sont deux cas particuliers du théorème de Riesz-Fischer, qui concerne tous les espaces Lp.)
- Dans ℓ∞, un sous-espace remarquable est l'espace c des suites convergentes. Il est fermé (donc complet), puisque toute limite uniforme de suites convergentes est convergente ; ou encore : c est complet (donc fermé dans ℓ∞), puisqu'isométriquement isomorphe à l'espace (complet) des applications continues (donc) bornées sur le compact [0, ω] = ℕ∪{+∞}, compactifié d'Alexandrov de ℕ discret.
- Pour 1 < p < ∞, l'espace de suites ℓp est réflexif. Son dual[1] est l'espace ℓq, avec 1⁄p+1⁄q = 1 ;
- Dans ℓ∞, le sous-espace c0 des suites de limite nulle n'est pas réflexif : son dual est ℓ1 et le dual de ℓ1 est ℓ∞[1]. Par conséquent, ℓ1 et ℓ∞ ne sont pas non plus réflexifs.
- Pour tout r < ∞ et tout x ∈ ℓr, l'application p ↦ ║x║p est décroissante sur [r, +∞[. En effet, si p ≥ q ≥ r on a |xk| / ║x║q ≤ 1 pour tout indice k, donc{\displaystyle |x_{k}|^{p}/\|x\|_{q}^{p}\leq |x_{k}|^{q}/\|x\|_{q}^{q}~;}en sommant cette inégalité sur k on en déduit ║x║p ≤ ║x║q. La fonction p ↦ ║x║p est aussi continue sur [r, +∞]. En particulier[2] :{\displaystyle \|x\|_{\infty }=\lim _{p\to +\infty }\|x\|_{p}.}